# Igoszyno (obwód riazański)
Igoszyno (ros. Игошино) – osiedle w Rosji, w obwodzie riazańskim, w rejonie jermiszyńskim. W 2010 liczyło 375 mieszkańców.